# Индийский жулан
Индийский жулан (лат. Lanius vittatus) — вид птиц из семейства сорокопутовых. Выделяют два подвида. Распространён в Азии.

## Систематика
Существует два хорошо отличающихся подвида:
- Lanius vittatus vittatus Valenciennes, 1826 — занимает центральную и южную части ареала. В основном, это оседлые птицы, мигрирующие на небольшие расстояния. Имеют насыщенную расцветку и широкую перевязь на голове.
- Lanius vittatus nargianus Vaurie, 1955 — обитает на юго-востоке Туркменистана, юго-востоке Ирана, в Афганистане и Пакистане и на юго-западе в индийском Пенджабе. Преимущественно перелётные птицы. Оперение более бледного цвета, полоса на голове узкая.

## Описание
Длина индийского жулана 17–19 сантиметров, масса 18–26 граммов. Его наиболее заметной чертой является чёрная маска на голове, простирающееся от боковых сторон шеи вокруг глаз до основания клюва. Верх головы и плечи серые, спина каштаново-коричневая. Крылья чёрные,
за исключением белого пятна, которое отчетливо выделяется в полёте. Длинный хвост на кончике белый, в остальных местах чёрный. Живот коричневатый. Ноги и клюв чёрные. Окраска самок обычно бледнее, чем у самцов. 
Молодые птицы отличаются от взрослых тем, что их хвост красновато-коричневый, брюшная сторона пёстрая, спинная сторона буроватая, маска на голове коричневая и более узкая. 

## Среда обитания
Индийский жулан — птица открытых местообитаний. Он населяет сухие кустарниковые сообщества с разбросанными деревьями или опушки леса. В северной и западной частях ареала вид обычно встречается в полупустынях и на сухих каменистых склонах предгорий и долин, часто вокруг возделываемых равнин или миндально-фисташковых рощ.
В южных частях своего ареала он обитает в более разнообразных сообществах, таких как джунгли, плантации, растущие на берегах каналов, сельскохозяйственные угодья вокруг деревень, сады и парки. Индийский жулан обычно встречается на высоте менее 2000 метров над уровнем моря, но в Непале этот вид был обнаружен на высоте почти 4000 метров.

## Образ жизни
Песня индийского жулана довольно тихая, приятная по звучанию, чередующаяся с более глухим жужжащим «чуррр», а также во многом имитирует пение других птиц.
Индийский жулан летает низко, быстро перемещаясь с одного насеста на другой. В поисках пищи он садится на голую ветку куста или на электрический кабель, с которого высматривает подходящую добычу. Питается почти исключительно насекомыми, но может также ловить мелких ящериц и мышей. Заметив добычу, он пикирует вниз, чтобы схватить ее с земли. Обычно питаются в одиночку или парами. Когда еды много, они приберегают её на случай худших времен.
Индийские жуланы моногамны. Время гнездования разное в разных частях ареала. В северной Индии они размножаются в апреле-июле. Гнездо находится на ветке небольшого дерева или куста высотой до 10 метров. Гнездо небольшое аккуратное чашеобразной формы. в качестве строительного материала для него птицы используют сухую траву, перья, шерсть и другой волокнистый материал. 
Территориальная птица, защищает место своего гнездования и окрестности. Самка откладывает 3–5 (чаще 4) яйца, которые насиживает 14–15 дней. Самец приносит самке еду в гнездо во время инкубации, а также кормит птенцов после их вылупления. Пара ухаживает за птенцами  в течение 14–15 дней, пока они не станут способными к полёту. За сезон размножения бывает один или два выводка.